# Cilbarrena
Cilbarrena es una aldea despoblada perteneciente a la localidad de Ezcaray en La Rioja (España), situada en el valle homónimo a 2 kilómetros de Ezcaray.  
Conformaban este valle tres aldeas, Cilbarrena, San Juan, y Lozalaya, todas ellas ya desaparecidas aunque pueden verse en cada lugar restos de los muros de piedra de sus casas. 
En la boca del valle, se encuentran los restos del Priorato de Ubaga, donde sus monjes en la Edad Media acostumbraban a repartir el día de su fiesta habas como acto de caridad a los pobres de Ezcaray y sus aldeas, tradición que se conserva en Ezcaray conocida como las "habas de San Benito" y que se celebra el sábado posterior a cada 21 de Marzo.
Cerca de la aldea, a escasos 500m de la ermita, enclabado en lo profundo del valle se encuentra "el chorrete", una cascada de alto valor natural muy conocida en la zona.

## Demografía
Cilbarrena contaba en el año 1752 con un total de 75 habitantes, todos ellos dedicados a la ganadería y agricultura. Esta población se redujo a 61 habitantes en 1852 y en 1930 la cifra había bajado hasta 42. La guerra civil y los difíciles años de la posguerra agudizaron la despoblación, hasta que en 1964 la aldea quedó definitivamente despoblada.

## Romería y Fiesta de San Juan
La Cofradía de San Juan Bautista de Cilbarrena celebra cada tarde del 24 de Junio una animada romería hasta la ermita, el único edificio que se conserva de la aldea, construido en 1880 bajo la advocación de San Juan.

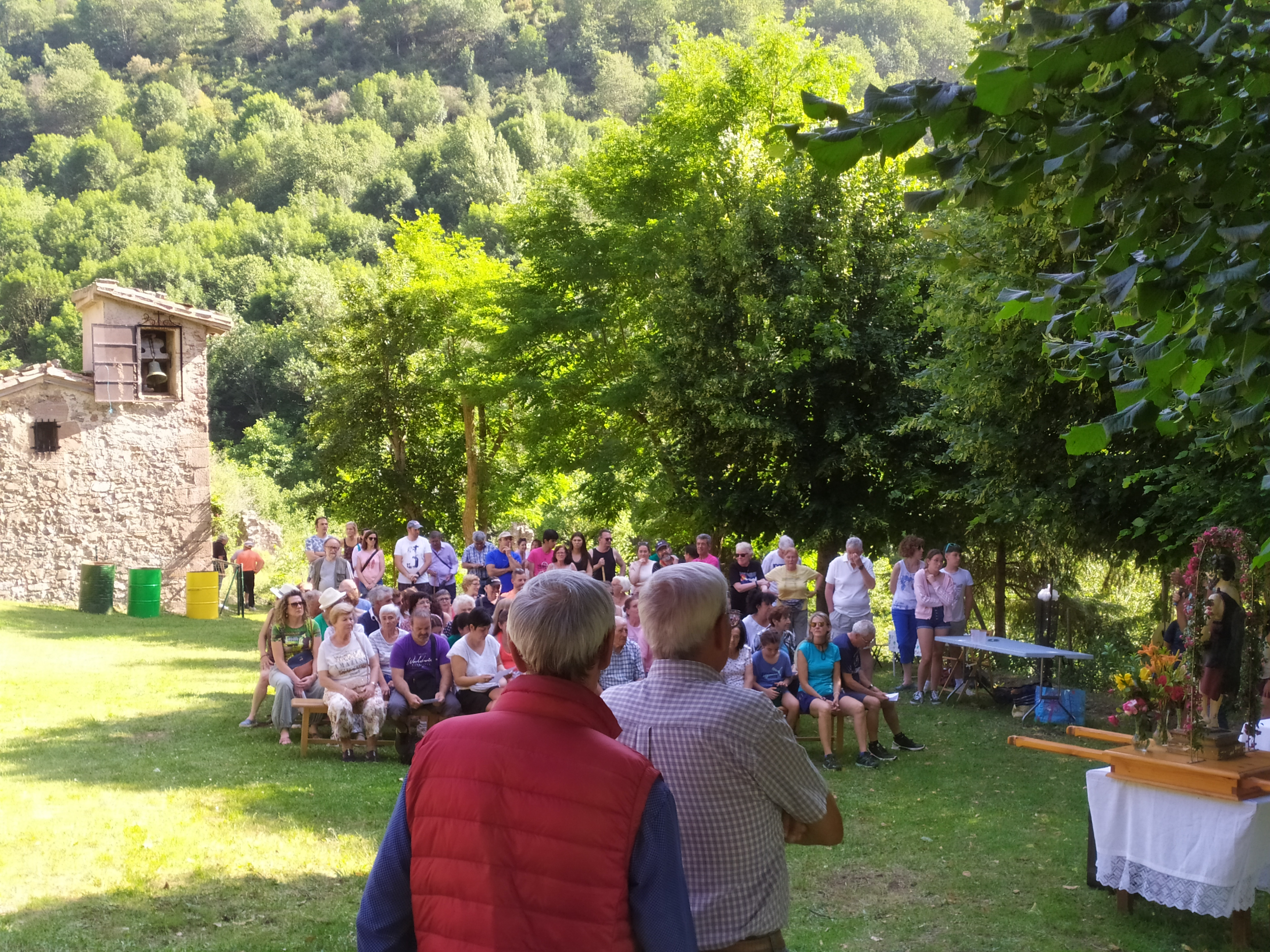
Romeria en la ermita de San Juan

Los actos de esta fiesta comienzan la noche del día 23 en Ezcaray, en la que se prepara una enramada, hay chocolatada y tras esta, juegos tradicionales en la plaza. Partidas de uta, bolos y de la rana que alegran la noche.
Ya el día 24, por la tarde, en la ermita se celebra misa campestre con posterior procesión del Santo, y tras los actos religiosos, la cofradía reparte vino y gaseosa para la merienda de los asistentes. 
Completan la tarde las meriendas en cuadrilla, música en la campa de la ermita y la rifa de un cordero y un jamón entre los asistentes.

## Enlaces externos

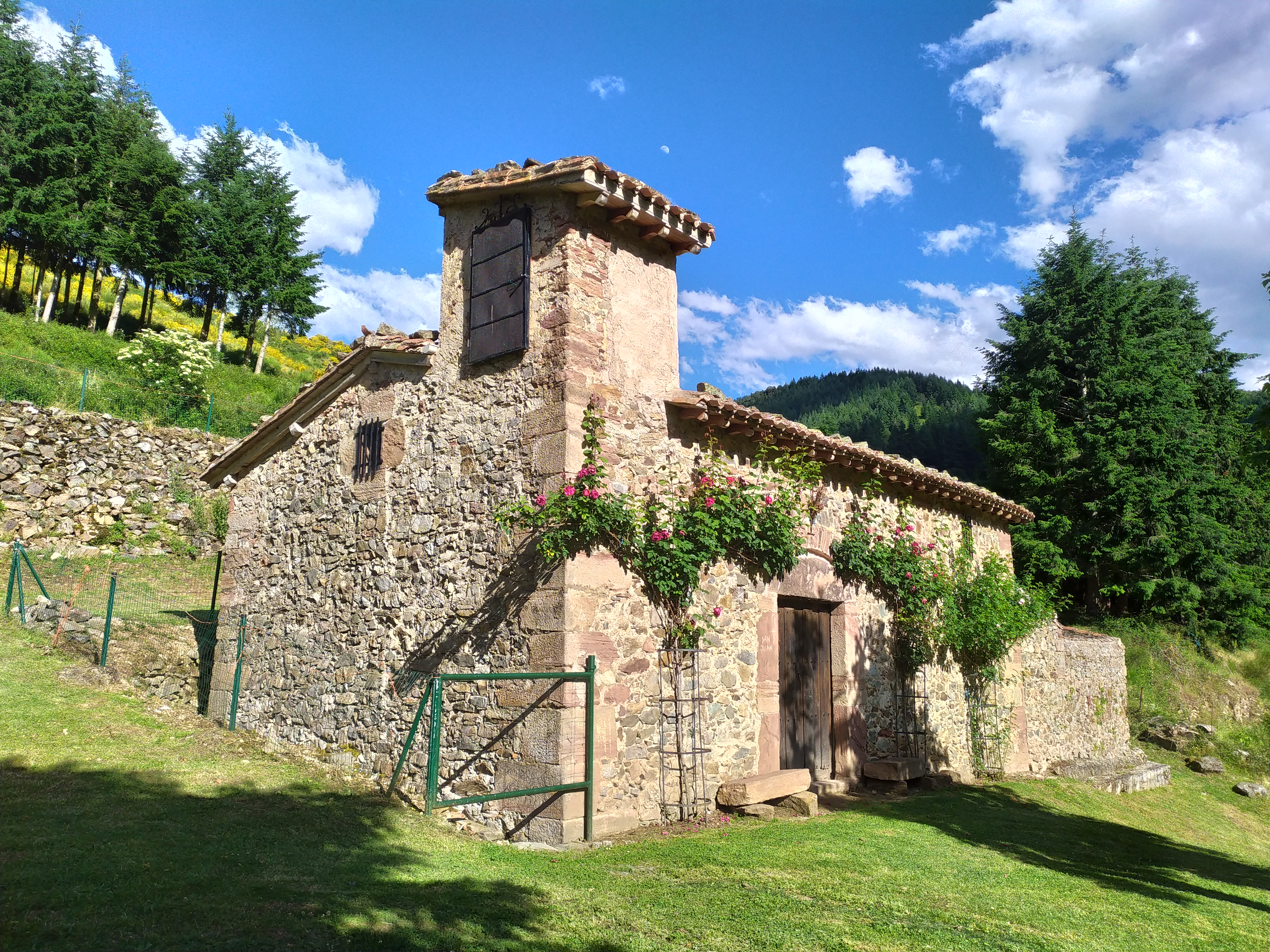
Ermita de San Juan, en el paraje de Cilbarrena. Ezcaray